# I wojna o Szlezwik
I wojna o Szlezwik – konflikt zbrojny toczony w latach 1848–1851 w południowej Danii, którego przedmiotem była przynależność państwowa księstw: Szlezwiku oraz Holsztynu, położonych na pograniczu, u nasady Półwyspu Jutlandzkiego. Głównymi uczestnikami wojny były Dania i Związek Niemiecki, brały w niej udział również wojska Prus i Szwecji. Wojna zakończyła się zwycięstwem Danii i związaniem obu księstw unią personalną.
W Danii jest zwana „wojną trzyletnią” (duń. Treårskrigen), w Niemczech „wojną szlezwicko-holsztyńską” (niem. Schleswig-Holsteinischer Krieg).

## Historia
Spór o księstwa trwał od średniowiecza. W pierwszej połowie XIX w. był to jeden z wielu sporów terytorialnych toczonych w ponapoleońskiej Europie. W 1848 król duński Fryderyk VII zdecydował się na formalne włączenie księstw do Danii. Takiemu rozwiązaniu sekundował koncert mocarstw (Anglia, Francja, Rosja), przeciwny wzmacnianiu pruskiej potęgi o zasobny Szlezwik i strategiczny Holsztyn (z bazą morską w Kilonii). Doprowadziło to do wybuchu wojny.
Bitwy wojny trzyletniej:
- 9 kwietnia 1848 – Bov (zwycięstwo duńskie)
- 23 kwietnia 1848 – Szlezwik (zwycięstwo sił Prus i Szlezwiku)
- 24 kwietnia 1848 – Oeversee (zwycięstwo niemieckie)
- 28 maja 1848 – Nybøl (zwycięstwo duńskie)
- 5 czerwca 1848 – Dybbøl (zwycięstwo duńskie)
- 5 kwietnia 1849 – bitwa pod Eckernförde (zwycięstwo sił Szlezwiku i Holsztynu)
- 13 kwietnia 1849 – Dybbøl (zwycięstwo duńskie)
- 23 kwietnia 1849 – Kolding (zwycięstwo pruskie)
- 31 maja 1849 – Aarhus (zwycięstwo duńskie)
- czerwiec 1849 – Dybbøl
- 4 czerwca 1849 – bitwa pod Helgolandem (nierozstrzygnięta)
- 6 lipca 1849 – Fredericia (zwycięstwo duńskie)
- 24-25 lipca 1850 – Idstedt (zwycięstwo duńskie)
- 12 września 1850 – Mysunde (zwycięstwo duńskie)
- 4 października 1850 – Friedrichstadt (zwycięstwo duńskie)
- 24 listopada 1850 – Lottorf (zwycięstwo duńskie)

Obie strony potraktowały wynik wojny jako rozwiązanie tymczasowe i prowadziły walkę propagandową. Na przykład starszy z braci Grimm – Jacob – sławił germańskie korzenie księstw. Dania chciała włączenia ich do swojego państwa, a Prusy co najmniej ich niezależności. Zapalna sytuacja doprowadziła do wybuchu w 1864 II wojny o Szlezwik.